# Iku Lhung (Jeumpa)
Iku Lhung is een bestuurslaag in het regentschap Aceh Barat Daya van de provincie Atjeh, Indonesië. Iku Lhung telt 828 inwoners (volkstelling 2010).